# 上領純一
上領 純一（かみりょう じゅんいち、1868年8月26日〔明治元年7月9日〕 - 没年不詳）は、日本の実業家。大日本人造肥料（現・日産化学）株式会社大阪支店長、小樽木材株式会社支配人、吉岡鉱山長。

## 人物・経歴
1868年8月26日（明治元年7月9日）に東京府士族、上領純三の長男として生まれる。
1892年（明治25年）、東京高等商業学校（現・一橋大学）を卒業。
高商在学中に、校長の矢野二郎と衝突して、優秀な学生の大部分が退学する学校騒動の元祖ともいうべき事件があったが、発頭人としてこれを先導した。
また、在学中には、久保田富次郎（後の立教大学名誉教授）と親交が深く、久保田は上領の家に寄寓した。
高商卒業後、三菱合資会社に入社。銀行部貸附課長、吉岡鉱山長、調査課長等を歴任。
1903年（明治36年）、辞職して、大日本麦酒株式会社に入る。輸出主任として清（中国）、韓国に航し、5年間、社業の発展に務めた。
その後、小樽木材株式会社支配人となる。1909年（明治42年）に大日本肥料株式会社（現・日産化学）に転じて、同社大阪支店長を務めた。